# AllMovie
AllMovie (prima All Movie Guide) è un database metadata di cinema, musica e televisione, diretto dalla All Media Network.

## Storia
AllMovie fu fondato da Michael Erlewine, lo stesso creatore di AllMusic e AllGame. Il sito allmovie.com fu lanciato nel 1994.
Il 6 novembre 2007 i database della All Media Guide vennero acquistati dalla Rovi Corporation (allora Macrovision). Nel 2011 il sito cambiò nome di dominio in allrovi.com, divenendo un database più ampio di musica e cinema. L'idea originale era, infatti, di fondervi anche AllMusic. Tuttavia, un anno più tardi AllMovie si separò da AllRovi, tornando ad essere un sito indipendente. Allrovi.com venne chiuso verso la fine del 2013.
Nel luglio 2013, la Rovi Corporation vendette AMG (e i suoi database musicali, cinematografici e videoludici) alla All Media Network, già proprietaria dei siti web SideReel e Celebified.